# Ana Neumann Wasserleonburška
 Ana Neumann Wasserleonburška , posestnica in gospodarica gospostva Murau, * 25. november 1535, grad Wasserleonburg, Čače, Čajna (nemško Nötsch im Gailtal) v Ziljski dolini, avstrijska Koroška, † 18. december 1623, grad Murau, Štajerska.
Znana je bila po odločni protestantski veri, svojem bogastvu in da je bila petkrat vdova in se šestič – zadnjič poročila pri 82 letih s 50 let mlajšim možem. Bila ena najbogatejših in najmočnejših žensk svojega časa v Notranji Avstriji. Po njeni smrti je njeno bogastvo prešlo v last njenega zadnjega moža, s čimer se je vzpostavilo bogastvo plemiške rodbine Schwarzenberg.

## Življenje
Ana je bila hči Viljema Neumanna, bogatega beljaškega meščana, trgovca, idrijskega rudarskega sodnika, in njegove druge žene Barbare, rojene Rumpf Wullross (Wullross pri Weitensfeldu).
Oče ji je umrl v njenem prvem letu starosti. Mati Barbara je upravljala celotno njegovo posest ter bila skrbnica njegovih otrok. Svoje posle je prekinila ter je svoje posesti poskušala razširiti z nakupi zemlje. Pri tem sta jo podpirala bamberški svetnik in sodni izvršitelj v Beljaku ter oskrbnik Federauna Ivan Seenuß († 1569), s katerim se je po 13 letih vdovstva poročila. Ana je mladost preživela na gradu Wasserleonburg v Ziljski dolini. Pri 20 letih je prestopila v protestantsko vero. Poročena je bila šestkrat. Do bogastva pa ni prišla le z dedovanjem, ampak predvsem s svojimi poslovnimi sposobnostmi.
Možje Ane Neumann Wasserleonburške so bili:
- baron Ivan Jakob Thannhausenski († okoli 1560), brat takratnega deželnega glavarja vojvodine Koroške, poroka okoli 1557

Ana se je prvič poročila pri 22 letih in je v zakonu imela dve hčerki, Elizabeto in Barbaro. Mož, ki je bil sin cesarskega svetnika, je bil stotnik in salzburški vicedom na Brežah in je po treh letih umrl. Hči Elizabeta se je leta 1576 poročila s koroškim baronom Lenartom Koloničem (Kollonitz), ki je opravljal službo pokalnika notranjeavstijskega nadvojvode Karla II. Leta 1587 je ovdovela, nakar se je poročila s Krištofom Turjaškim iz knežjega rodu Turjaških, ki je po dveh letih umrl in je tako ostala brez otrok. Mlajša hči Barbara je umrla leta 1578, neporočena in brez otrok.
- Krištof II. Lihtenštajnski iz Muraua († 1580), poroka okoli 1565/66

Po štirih letih vdovstva se je Ana drugič priženila na rodbinski sedež Liechtensteinskih-Murau, do katerih je bila njena mati upnica s 37.000 goldinarji. Mati Barbara je poskrbela, da se je mlada vdova poročila s starejšim plemičem. Tekom štirinajstletnega zakona so Ani pomrli vsi sorodniki in je bogato dedovala. Ana je tako imela gospostva Wasserleonburg in Trebinja (Treffen, dvorec Leonstein v Porečah (Pörtchach) ob Vrbskem jezeru, dvorec v Blačah (Vorderberg) v Ziljski dolini, rudarske deleže v Idriji in v Plajberku ter ogromno hipotek in zadolžnic številnih uglednežev. Ker Liechtensteinski bratje niso mogli odplačati dolga, je Ana od njih prevzela gospostvo Murau za 76.000 funtov zlata, vključno z vsemi pritiklinami, najemninami, blagom in rentami. Gospostvo Murau je obsegalo 22 dvorov, 169 celih hub, 108 polovičnih hub ter 215 domcev. Ana je postal gospodarka Muraua. Ana je moža Krištofa pokopala 1580.
- baron Ludvik Ungnad iz Zoneka (Sonnegg, † okoli 1585 v Celovcu), poroka okoli 1582

V tretje se je Ana poročila z devet let starejšim sinom bivšega deželnega glavarja Štajerske (1530-1554). Ludvik je bil pokalnik poznejšega kralja Maksimilijana II. in leta 1570 celovški graščak. Ludvik je umrl tri leta po poroki.
- baron Karl Teuffenbaški (Teuffenbach), četrta poroka

Po ponovnem dvoletnem vdovstvu se je četrtič poročila s svojim posestnim sosedom, ki je bil cesarski polkovnik-narednik. Tudi on je bil protestantske vere. Ana je bila osredotočena na upravljanje in povečanje svojega premoženja. S številnimi nakupi je Murausko gospostvo zraslo v eno največjih na Štajerskem. Po šestih letih je ponovno ovdovela.
- grof Jurij Ortenburški-Salamanca (* okoli 1581; † 1616), peta poroka 1. novembra 1611 na grad Obermurau

Ana, stara že 75 let, je iskala primernega dediča za svoje premoženje. Posvojitve takrat niso bile mogoče. Izbira je padla na približno 30-letnega grofa Ferdinanda Salamanca-Ortenburškega, pravnuka španskega ljubljenca in tesnega svetovalca Ferdinanda I., ki mu je dal v fevd grofijo Ortenburg na Koroškem. Mladi grof je bil slabega zdravja in je po petih letih umrl.
- grof Jurij Ludvik Schwarzenberški iz Hohenlandsberga († 1646), 6. zakon, poroka 25. julija 1617

Njena druga poroka jo je okoli leta 1566 pripeljala v Murau. Tam je postala ena najpomembnejših osebnosti mestne zgodovine. Pod njeno oblastjo od leta 1574 do svoje smrti, je mesto Murau doživelo gospodarski razcvet. Tam se še danes nahaja njen bronasti kip. Grad v Murauu je ostal njeno glavno prebivališče do konca njenega življenja. Njen grob je od leta 1873 v mestni kapucinski cerkvi; kot protestantka je bila prvotno pokopana zunaj cerkve Elizabete.
Ker sta njeni hčerki iz prvega zakona umrli že pred njo brez potomcev, je njeno bogastvo po njeni smrti prešlo v last njenega zadnjega moža, grofa Jurija Ludvika Schwarzenberškega, s čimer je bilo zagotovljeno bogastvo Schwarzenberških. Med drugim je šlo za okoli 18.000 hektarov gozdov, ki so še vedno v lasti družine. To vključuje tudi ruševine gradu Frauenburg, ki je pripadal Ulriku Liechtensteinskemu.